# Ябълковидна орехотворка
Ябълковидната орехотворка (Cynips quercusfolii) е вид шикалкотворка, образуваща гали по листата и пъпките на някои видове дъб. Среща се из почти цяла Европа, включително и в България.

## Жизнен цикъл
Както много други шикалкотворки и тази има сложен жизнен цикъл с редуващо се еднополово и двуполово поколение.
През ноември и декември летят женските от еднополовото (асексуалното) поколение. Те снасят яйцата си в пъпките на дъба. Върху тях се развиват малки (2 – 3 mm) яйцевидни еднокамерни гали с червен цвят. По-късно цветът им се променя до тъмнолилав. През пролетта от тези гали излиза партеногенетично развилото се двуполово поколение от мъжки и женски. След копулацията женските от двуполовото поколение снасят яйцата си в жилките от долната страна на дъбовите листа. Там се образуват еднокамерни сферични гладки зелени гали, които често имат червенина от едната страна подобно на ябълка. Образуваните върху зимен дъб гали имат неравности. През есента галите стават жълто-кафяви и заедно с листата падат на земята. През ноември от тях излизат женските от еднополовото поколение и започва новият цикъл.

## Гостоприемник
Галите се образуват върху следните видове дъб: Зимен дъб (Quercus petraea), Космат дъб (Q. pubescens), Обикновен дъб (Q. robur), Благун (Q. frainetto), Обикновен горун (Q. dalechampii).

## Имаго
Сексуалната женска е с дължина 2,6 – 2,9 mm. Асексуалната е по-голяма, с дължина 3,5 – 3,9 mm. Кафеникави със сребристи космици. Антенките с 13 – 14 членчета при женските и 15 по-дълги членчета при мъжките. Имагото се различава много трудно от сродните оси, по-лесно е разпознаването по гали.
- Млади гали на двуполовото поколение
- Ларва. В средата на галата се намира ларвната камерка
- Стари гали

## Неприятели
Галите на осата са ценен ресурс, от който се възползват множество други насекоми. Някои се развиват в галата заедно с ларвата на ябълковидната шикалкотворка (съквартиранти), а други паразитират върху ларвата. Смъртността на двуполовото поколение, причинена от съквартиранти, е в диапазона 6 – 60%, а тази от паразитоиди достига 85%. Някои ципокрили могат да паразитират и по вече настанили се паразитоиди и по този начин стават хиперпаразитоиди. Такива са например Torymus auratus и Eurytoma brunniaentris в галите на еднополовото поколение.
В галите на двуполовото поколение са установени следните съквартиранти и паразитоиди:
- Ceroptres clavicornis
- Synergus facialis
- Sycophila biguttata
- Torymus flavipes
- Torymus geranii
- Caenacis lauta
- Mesopolobus amaenus
- Mesopolobus dubius
- Mesopolobus fuscipes
- Mesopolobus tibialis

В галите на еднополовото поколение са установени следните съквартиранти и паразитоиди:
- Ceroptres clavicornis
- Saphonecrus connatus
- Saphonecrus haimi
- Synergus apicalis
- Synergus facialis
- Synergus pallicornis
- Synergus pallipes
- Synergus radiatus
- Synergus ruficornis
- Synergus thaumacerus
- Synergus tibialis
- Synergus umbraculus
- Eurytoma adleriae
- Eurytoma brunniventris
- Eurytoma setigera
- Sycophila biguttata
- Sycophila variegata
- Megastigmus dorsalis
- Megastigmus stigmatizans
- Torymus auratus
- Torymus cyaneus
- Torymus erucarum
- Torymus flavipes
- Torymus geranii
- Torymus macrurus
- Ormyrus nitidulus
- Ormyrus pomaceus
- Ormyrus nitidulus или  O. pomaceus
- Caenacis lauta
- Cecidostiba fungosa
- Mesopolobus amaenus
- Mesopolobus fasciiventris
- Mesopolobus sericeus
- Mesopolobus cf. tibialis
- Eupelmus spongipartus
- Eupelmus urozonus
- Eupelmus vesicularis
- Aulogymnus gallarum
- Aulogymnus trilineatus
- Aprostocetus aethiops
- Baryscapus cf. pallidae